# توماس كوفين
توماس كوفين هو سياسي أمريكي، ولد في 5 يوليو 1762 في بوسطن في الولايات المتحدة، وتوفي في 18 يوليو 1841 في تروا ريفيير في كندا. انتخب Member of the  Legislative Assembly of Lower Canada ‏.